# Druga slovenska nogometna liga 2013-2014
La Druga slovenska nogometna liga 2013-2014 (in lingua italiana: Secondo campionato calcistico sloveno 2013-2014), abbreviata in 2. SNL 2013-2014, fu la ventitreesima edizione della seconda serie del campionato di calcio sloveno.

## Formula
Le 10 squadre partecipanti disputarono un turno di andata-ritorno-andata per un totale di 27 giornate, al termine delle quali:
- La prima classificata avrebbe dovuto essere promossa in 1. SNL 2014-2015
- La seconda classificata avrebbe dovuto disputare uno spareggio contro la penultima della 1. SNL 2013-2014
- Le ultime due classificate furono retrocesse in 3. SNL 2014-2015

### Avvenimenti
Il campionato venne vinto dal Dob che, per la terza volta consecutiva, rifiutò la promozione nella massima serie. Il suo posto venne preso dal secondo classificato (nonché rivale, Dob pri Domžalah e Radomlje sono due località nel comune di Domžale), il NK Radomlje, presieduto da Matjaž Marinšek che accettò la proposta della Federcalcio slovena.
Il Bela Krajina, oberato dai debiti, si piazzò all'ultimo posto e non riuscì ad iscriversi al campionato di terza divisione, scivolando nel campionato intercomunale di Lubiana (quinta divisione).

## Squadre partecipanti
| Squadra          | Città           | Stadio                     | Stagione 2012-13 | Stagione 2012-13 |
| Squadra          | Città           | Stadio                     | Pos.             | Divisione        |
| ---------------- | --------------- | -------------------------- | ---------------- | ---------------- |
| Aluminij         | Kidričevo       | Športni park Aluminij      | 10°              | 1. SNL           |
| Roltek Dob       | Dob             | Športni park Dob           | 2°               | 2. SNL           |
| Krško            | Krško           | Stadion Matije Gubca       | 4°               | 2. SNL           |
| Kalcer Radomlje  | Radomlje        | Športni park Radomlje      | 5°               | 2. SNL           |
| Garmin Šenčur    | Šenčur          | Športni park Šenčur        | 6°               | 2. SNL           |
| Šampion Celje    | Celje           | Stadion Olimp Arena Petrol | 7°               | 2. SNL           |
| Šmartno 1928     | Šmartno ob Paki | Stadion Šmartno            | 8°               | 2. SNL           |
| Bela Krajina     | Črnomelj        | Stadion Loka               | 9°               | 2. SNL           |
| Ankaran Hrvatini | Ancarano        | ŠRC Katarina               | 1°               | 3. SNL Ovest     |
| Farmtech Veržej  | Veržej          | Stadion Čistina            | 1°               | 3. SNL Est       |

## Classifica
|                  | Pos. | Squadra          | Pt | G  | V  | N  | P  | GF | GS | DR  |
| ---------------- | ---- | ---------------- | -- | -- | -- | -- | -- | -- | -- | --- |
|                  | 1.   | Dob              | 63 | 27 | 20 | 3  | 4  | 52 | 28 | +24 |
|                  | 2.   | Radomlje         | 50 | 27 | 15 | 5  | 7  | 61 | 36 | +25 |
|                  | 3.   | Aluminij         | 47 | 27 | 13 | 8  | 6  | 45 | 23 | +22 |
|                  | 4.   | Veržej           | 47 | 27 | 15 | 2  | 10 | 54 | 48 | +6  |
|                  | 5.   | Ankaran Hrvatini | 41 | 27 | 12 | 5  | 10 | 42 | 37 | +5  |
|                  | 6.   | Šmartno          | 37 | 27 | 9  | 10 | 8  | 35 | 38 | −3  |
|                  | 7.   | Krško            | 36 | 27 | 10 | 6  | 11 | 42 | 37 | +5  |
|                  | 8.   | Šenčur           | 31 | 27 | 9  | 4  | 14 | 42 | 50 | −8  |
|                  | 9.   | Šampion Celje    | 22 | 27 | 6  | 4  | 17 | 38 | 60 | −22 |
|                  | 10.  | Bela Krajina     | 6  | 27 | 1  | 3  | 23 | 10 | 64 | −54 |
| Fonte: rsssf.org |      |                  |    |    |    |    |    |    |    |     |

Legenda:
      Promosso in 1. SNL 2014-2015.
  Partecipa agli spareggi.
      Retrocesso in 3. SNL 2014-2015.
      Escluso dal campionato.
Regolamento:
Tre punti a vittoria, uno a pareggio, zero a sconfitta.
In caso di arrivo di due o più squadre a pari punti, la graduatoria viene stilata secondo la classifica avulsa tra le squadre interessate (= scontri diretti).

### Spareggio
Data la rinuncia del Dob alla promozione, il secondo classificato Radomlje venne promosso automaticamente e lo spareggio contro il Krka (penultimo in 1. SNL 2013-2014) non si rese necessario.